# Сосновая стволовая нематода
Сосновая стволовая нематода (лат. Bursaphelenchus xylophilus) — вид нематод из семейства Aphelenchidae или Parasitaphelenchidae. Опасные вредители. Разносятся жуками. Повреждают древесину сосны, что приводит к гибели деревьев. Существует опасность акклиматизации вида в России в случае заноса (завоза с древесиной). Это может привести к большому экономическому ущербу.

## Распространение
Обитают на большей части США, в Канаде, Мексике, а также в Японии, Китае, на Тайване, в Корее и Португалии. В Японии вызванные нематодами болезни сосен распространяются, когда лето теплое и сухое.

## Биология
Развивается в стволах различных видах сосны. Взрослой стадии предшествуют четыре других. Основным переносчиком нематоды являются жуки усачи рода Monochamus.

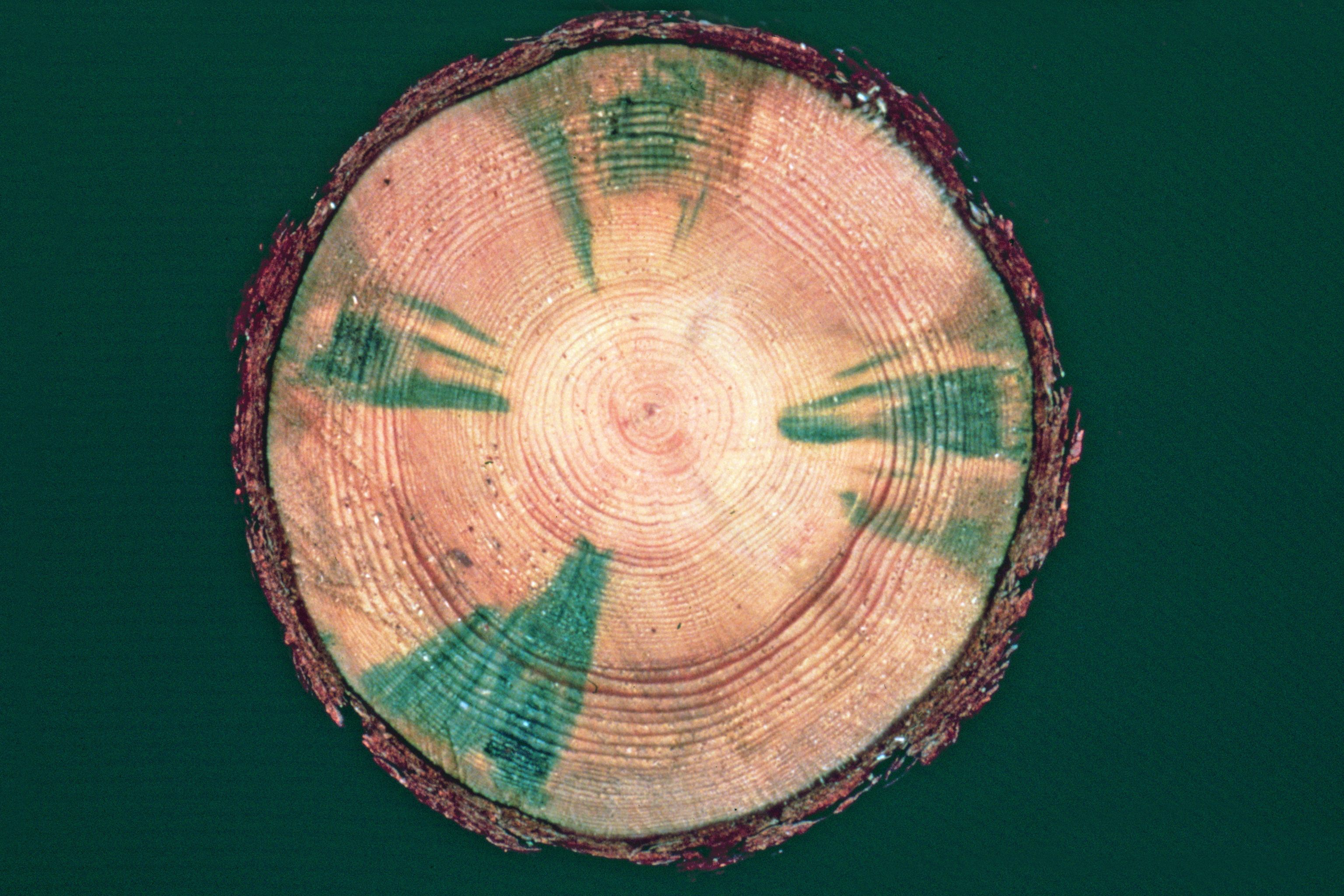
Поврежденный ствол сосны
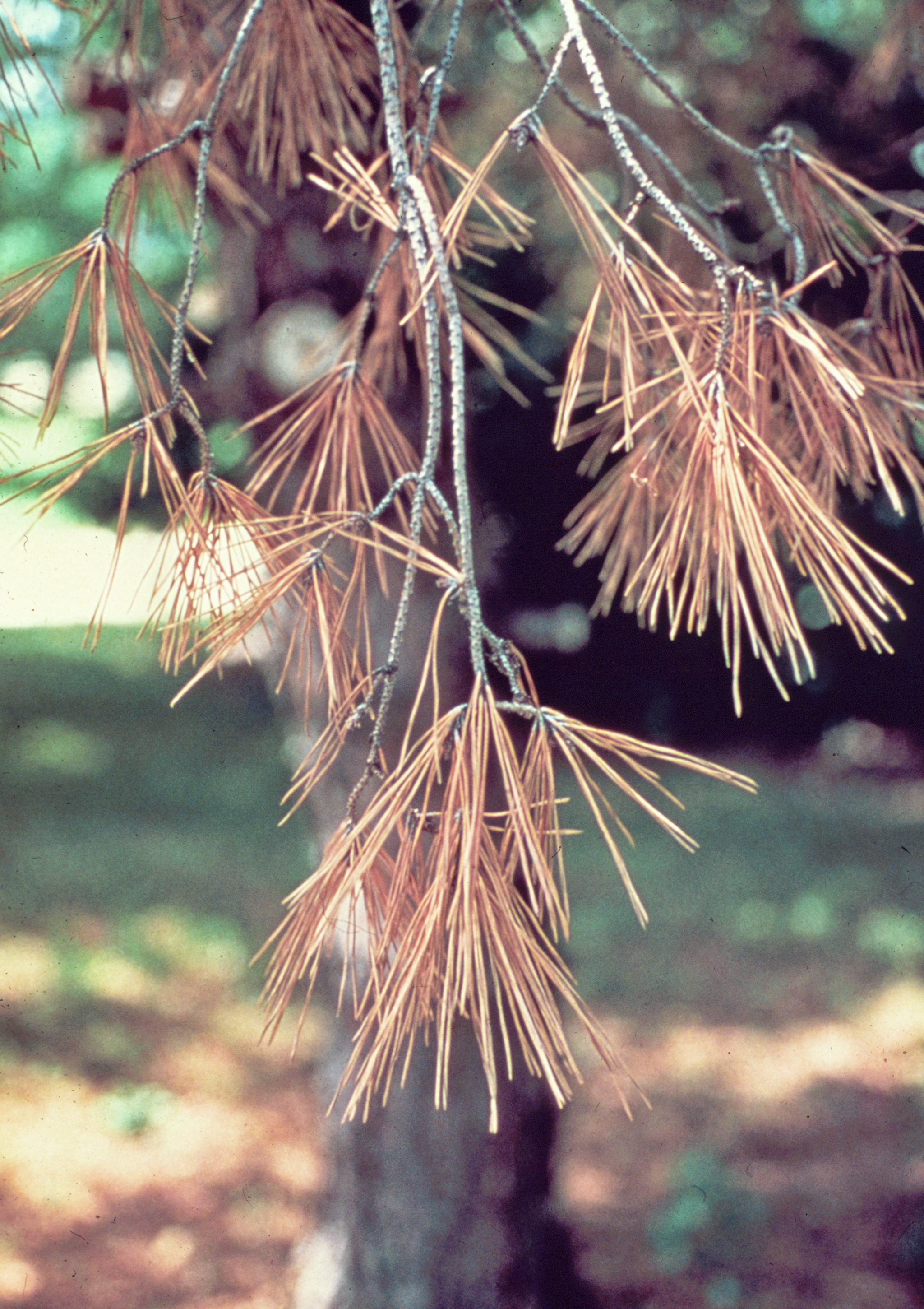
Усыхание хвои сосны

## Меры борьбы
В Японии с нематодой борются, уничтожая заранее деревья, которые, погибнув, смогут стать местом размножения жуков, а также убивая самих жуков инсектицидами.